# Harsela
Der Harsela war ein Gewichtsmaß für Seide in Ägypten, Kleinasien, Türkei und Griechenland.

## Vergleich
Krünitz schrieb in der Oeconomische Encyclopädie von 1858, mit Harsela sei „zu Cairo in Aegypten die Seide gewogen“  worden. „Solche Harsela hat 400 Dramme, und wiegt 2 Pfund 15 Loth in Hamburg“. Noch genauer rechnete Johann Friedrich Krüger in seinem Buch Vollständiges Handbuch der Münzen, Maße und Gewichte aller Länder der Erde. diese Einheit um. Ein Harsela sei 26,560 holländische Aß oder 1276 8/21 Gramme oder 2 Pfund 23 ¼ preußische Loth oder 2 Pfund 9 Loth Wiener Gewicht.
- 1 Harsela (Oka)= 400 Drachmen/Drammen = 1276,143 g